# Rhythm on the Range
Pour plus de détails, voir Fiche technique et Distribution.
Rhythm on the Range est un film américain en noir et blanc réalisé par Norman Taurog, sorti en 1936.

## Synopsis
Doris Halliday, la fille d'un riche banquier new-yorkais, est fiancée à un homme riche qu'elle n'aime pas. Sa tante Penelope, une éleveur franche de l'Arizona, s'oppose à leur mariage, affirmant que les gens ne devraient se marier que par amour. Doris voit son point et s'enfuit la nuit avant le mariage. Elle se cache dans un wagon occupé par le cow-boy itinérant Jeff Larabee et son taureau primé, Cuddles. Jeff et Doris se détestent immédiatement. Malgré quelques moments romantiques, ils se battent toute la nuit alors que le train les emmène vers l'ouest. Le lendemain, alors que le train est arrêté dans une gare, Cuddles attaque Doris. Jeff saute du wagon couvert pour la sauver. Juste à ce moment, le train reprend son voyage. En conséquence, Jeff, Doris et Cuddles sont maintenant bloqués. Ils décident de se séparer, mais plus tard, Doris vole une voiture et emmène Jeff et son taureau en Arizona et dans son ranch.
Pendant ce temps, tante Penelope et l'un de ses cow-boys, Buck ( Bob Burns ), prennent un train vers l'ouest. En voyage, ils rencontrent Emma Mazda ( Martha Raye ), une jeune femme agressive qui flirte avec Buck. Bien qu'il ne soit pas intéressé, ils s'entendent quand même. Pendant ce temps, Jeff et Doris arrivent à son ranch. Là-bas, ils rencontrent Buck et Emma, qui sont maintenant fiancés. Buck suggère un double mariage, incitant Jeff, son meilleur ami, à proposer également à Doris, mais il hésite. Et au moment où ils tombent amoureux, ils sont localisés par tante Penelope, qui évalue la situation et accuse Jeff d'être un chercheur d'or masculin.. Offensé et ignorant la situation financière de Doris, Jeff s'éloigne. Mais Doris le suit, réaffirme son amour, et c'est tout ce qu'il faut. Ils jurent de se marier.

## Fiche technique
- Titre : Rhythm on the Range
- Réalisation : Norman Taurog
- Scénario : Walter DeLeon, Francis Martin, Jack Moffitt et Sidney Salkow d'après une histoire de Mervin J. Houser
- Photographie : Karl Struss
- Montage : Ellsworth Hoagland
- Musique :
- Production : Paramount Pictures
- Pays de production :  États-Unis
- Langue originale : anglais américain
- Format : noir et blanc — 35 mm — 1,37:1 — son : mono (Western Electric Noiseless Recording)
- Genre : film musical, western
- Durée : 87 min
- Date de sortie : 
  - États-Unis : 1er juillet 1936

## Distribution
- Bing Crosby : Jeff Larabee
- Frances Farmer : Doris Halloway
- Bob Burns : Buck Eaton
- Martha Raye : Emma Mazda
- Samuel S. Hinds : Robert Halloway
- Warren Hymer : Big Brain
- George E. Stone : Shorty
- James Burke : Wabash
- Martha Sleeper : Constance Hyde
- Clem Bevans : Gila Bend
- Leonid Kinskey : Mischa
- Charles Williams : Gopher Mazda
- Lucile Gleason : Penelope Ryland